# Palatul Agricola - Fonciera din București
Palatul Agricola - Fonciera din București este un monument istoric aflat pe teritoriul municipiului București.
Clădire impozantă ce se desfășoară cu două aripi simetrice pe Calea Victoriei și Splaiul Independenței. Pe colțul dintre cele două artere este intrarea principală și fațada dominantă. Imobilul are parter și 8 etaje, o terasă deasupra ultimului nivel, pe porțiunea dinspre cheiul Dâmboviței sugerând o pergolă. Fațadele reflectă trecerea în manieră franceză de la art nouveau la art deco.